# Sköns försöksgymnasium
Sköns försöksgymnasium var ett läroverk i Skönsberg, Sundsvall, verksamt från 1962.

## Historia
1962 bildades skolan. Skolan kallades också Katrinelunds gymnasium.
Studentexamen gavs från 1965 till 1968.
Skolan började i baracker vid Hagaskolan och ny skolbyggnad började byggas 1963.